# Springfield Модель 1873
Springfield Модель 1873 — стала першою стандартною казнозарядною гвинтівкою, яку взяла на озброєння армія США (хоча Springfield Модель 1866 обмежено використовували війська на території Бозменського шляху в 1867 році). Зброю, у версії гвинтівки та карабіну, широко використовували в битвах проти корінних народів США.
Модель 1873 стала п'ятим варіантом конструкції Алліна поворотно-відкидного затвора і отримала свою назву через відкидний затвор, який відкидався як люк. Модель піхотної гвинтівки мала ствол довжиною 325⁄8-дюйми (829 мм), а кавалерійський карабін мав ствол довжиною 22-дюйми (560 мм). Її замінила вдосконалена модель, Springfield Модель 1884, також під набій .45-70 калібру.

## Процес відбору
В 1872–1873 роках військова рада на чолі з бригадним генералом Альфредом Террі, вивчили та випробували 99 гвинтівок від кількох місцевих та іноземних виробників зброї в тому числі Springfield, Sharps, Peabody, Whitney, Spencer, Remington та Winchester, з метою обрати казнозарядну систему для гвинтівок та карабінів для військових США. Серед випробувань були тести на точність, надійність, швидкострільність та здатність витримувати несприятливі умови. Розглядали однозарядні та магазинні системи, але, в той час, більш надійною вважали однозарядну зброю. Вогневі випробування проходили на Спрингфілдському арсеналі та острові Говернорс де гвинтівка Springfield показала швидкострільність у 8 пострілів новачками та 15 пострілів за хвилину досвідченими солдатами. Рада рекомендувала гвинтівку "No. 99 Springfield", яка стала Моделлю 1873.

## Балістика
Гвинтівковий набій мав позначення ".45-70-405", де перша цифра позначала калібр .45 калібр (11,63 мм), друга цифра вага заряду димного пороху 70 гран (4,5 г), а третя цифра позначала вагу кулі 405 гран (26,2 г). Дулова швидкість становила 410 м/с. Було розроблено зменшений заряд вагою 55 гран (3,6 г) (заряд для карабіна) для використання в карабінах для зменшення відбою для кінноти.
Springfield Модель 1884 мала дулову швидкість 400 м/с при вазі свинцевої кулі в 500 гран. Дулова швидкість кулі для карабіна становила 350 м/с.

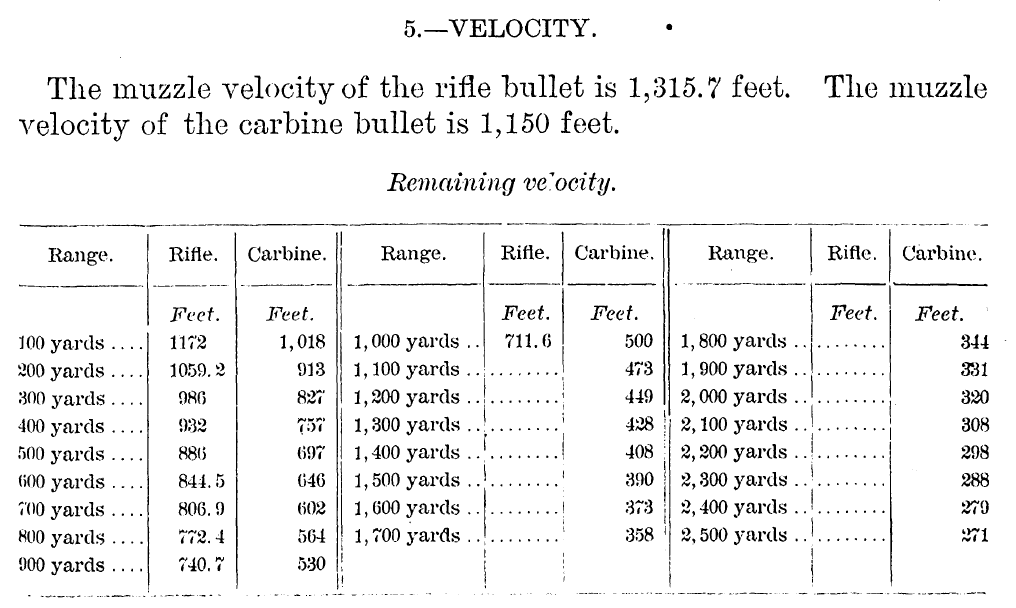
Графік швидкості для Springfield Модель 1884

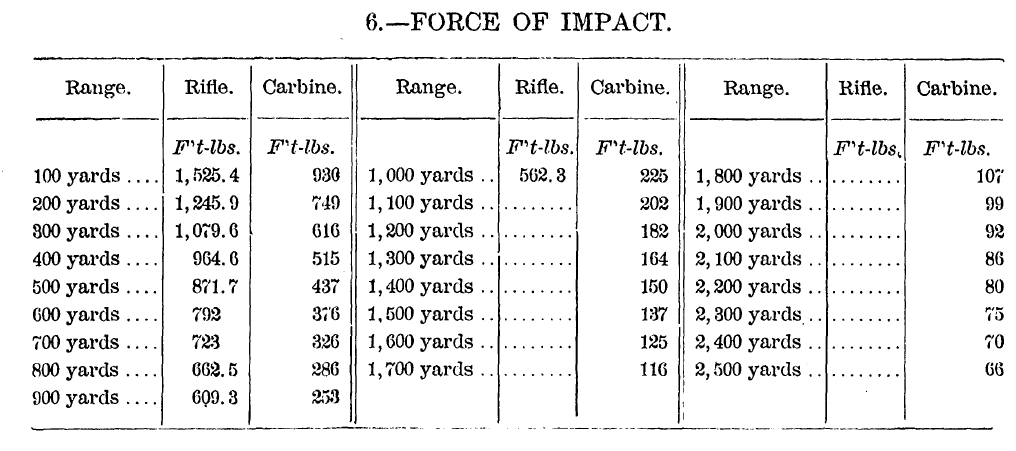
Таблиця сили удару для Springfield Модель 1884

Робочий тиск в патроннику гвинтівки Springfield Модель 1884 при стрільбі набоєм 45-70-500 становить 25,000 psi.
Гвинтівка Springfield Модель 1873 може влучити в мішень радіусом 1,7 дюйма на відстані 100 ярдів, що відповідає ~3.4 MOA. Гвинтівка Springfield Модель 1884 може влучити в мішень радіусом 1,3 дюйма на відстані 100 ярдів, що відповідає ~2.6 MOA. Таким чином, середню точність гвинтівки Springfield Модель 1884 можна порівняти з гвинтівкою німецьким K98k або більш пізньою гвинтівкою Springfield M1 Garand.

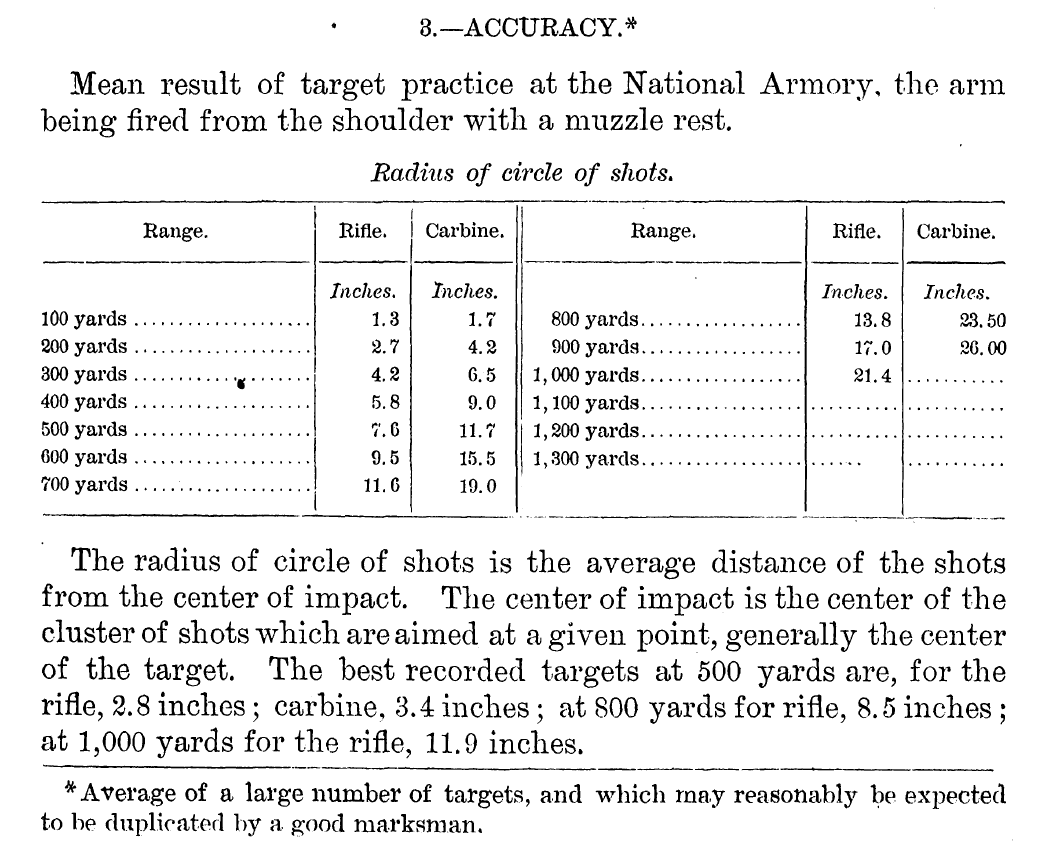
Таблиця точності для Springfield Модель 1884

У звіті Департаменту озброєнь США зазначено, що "Підготовлений стрілець може зробити з цієї зброї від 12 до 13 пострілів за хвилину, заряджаючи її з коробки. (Стрілянина велася з плеча з темпом 25 пострілів за хвилину з патронної коробки)."

## Використання в бою
У гвинтівці використовували набій з мідною гільзою на Дикому Заході в другій половині 19-го століття. Проте, поганий контроль якості мідних гільз та погані умови зберігання призводили до розриву гільз під час стрільби.
В інструкціях Департаменту озброєнь США стосовно Springfield Модель 1873 написано: "Якщо головка набою відірвалася під час пострілу, найкращим способом вилучення гільзи це вийняти кулю з набою і зменшити її ножем або прокатав так, щоб її можна було вставити в дульний зріз ствола. Сильно вдарте по кулі шомполом при закритому затворі; це штовхне кулю і заповнить безголову оболонку. Відкрийте затвор, і кулю та гільзу можна буде легко виштовхнути шомполом." Пізніше солдатам видали спеціально розроблений екстрактор гільз, щоб усунути розшарування та застрягання гільзи.
Після поразки батальйону підполковника Джорджа Кастера (який мав на озброєнні карабін і набої до нього) в битві при Літтл-Біггорн в червні 1876 року, перші дослідники запропонували, що причиною стали заклинювання карабінів, хоча археологічні дослідження в 1983 році знайшли докази, що лише 3,4 відсотка гільз мають ознаки того, що їх витягли зі зброї з заклинюванням. Тоді не враховували гільзи вибиті шомполом або іншим об'єктом, а також не враховували зброю, яка заклинила і була одразу прибрана з поля бою. Вся зброя батальйону Кастера стала власністю індіанців. Капітан Томас Френч, командир роти M, на лінії оборони Ріно вибивав шомполом від своєї піхотної гвинтівки вибивав застряглі гільзи з кавалерійських карабінів, які передавали йому. Після цього набій отримав нову латунну гільзу, оскільки цей матеріал так сильно не розширювався на відміну від міді. Це стало визначним покращенням, а тому латунь стала основним матеріалом для виготовлення гільз для військових набоїв в США з того часу і до тепер. Після поразки під Літтл-Біггорн, у військах почали проводити практичні стрільби двічі на тиждень. 
Модель 1873 під чорний порох залишалась на озброєнні армії США до заміни її  гвинтівкою Springfield Модель 1892 з ковзним затвором, яка була копією норвезької гвинтівки Krag–Jørgensen. Заміну почали в 1892 році та попри те, що Модель 1873 була визнана застарілою, її продовжували використовували другорядні підрозділи під ча Іспансько-американської війни на Кубі та на Філіппінах, де вона поступалася іспанцям, які були озброєні 7 мм іспанськими гвинтівками Моделі 1893 Маузер з ковзним затвором.

## Галерея

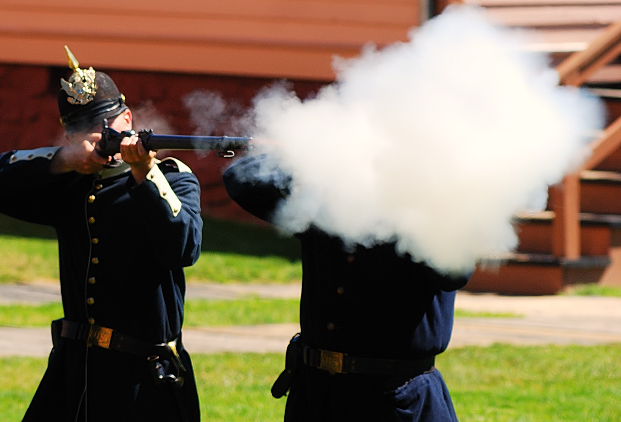
Реконструктор стріляє з казнозарядної гвинтівки Springfield Модель 1873 у Форт Макіно у 2008 році.
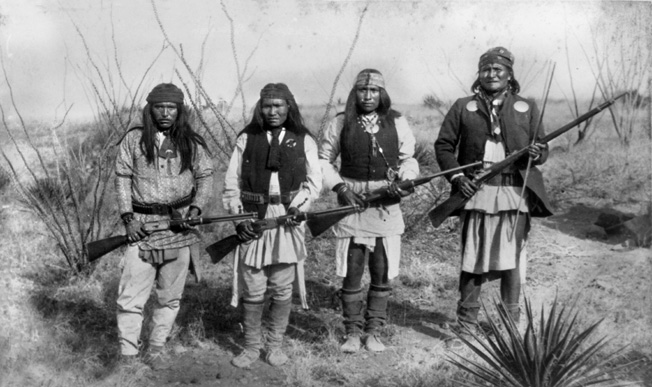
Джеронімо (праворуч) тримає Springfield Модель 1873 разом зі своїми товаришами воїнами-апачами воїнами у 1886 році.